# Jack Main
Jack Main (* 10. Oktober 1996 in Norwich) ist ein englischer Dartspieler.

## Karriere
Jack Main spielte in seinen Anfangsjahren bei der Professional Darts Corporation (PDC) die Challenge Tour und die Development Tour. Ende 2018 konnte er auf beiden Touren sich erstmals ins Achtelfinale spielen. 2019 erreichte er jeweils einmal das Viertel- und das Halbfinale. Seit 2018 nahm Main auch jährlich an der PDC Qualifying School teil. 2021 konnte er sich über die Rangliste erstmals eine Tour Card sichern. Diese berechtigt ihn für die kommenden zwei Jahre an Turnieren auf der PDC Pro Tour teilzunehmen. Bei den UK Open 2021 konnte er mit zwei Siegen die dritte Runde erreichen, wo er schließlich gegen Ryan Searle im Entscheidungsleg ausschied.
Seine Tour Card halten konnte Main nicht. Er ging somit im Januar 2023 wieder zur Q-School, wobei er in der Final Stage startete. Zurückerspielen konnte er sich die Karte jedoch nicht. Im Februar 2024 wurde Main von der Darts Regulation Authority bis Ende des Jahres 2025 gesperrt. Grund hierfür waren verdächtige Wettmuster bei seinem Spiel vom 9. Juni 2023 gegen Lisa Ashton bei der MODUS Super Series. Im Juli 2024 wurde Mains Berufung zurückgewiesen, sodass seine Sperre Bestand behält.

## Weltmeisterschaftsresultate

### PDC-Jugend
- 2018: 1. Runde (1:6-Niederlage gegen  Thomas Lovely)
- 2019: Gruppenphase (5:1-Sieg gegen  Tom Lonsdale und 4:5-Niederlage gegen  Callan Rydz)
- 2020: 1. Runde (3:6-Niederlage gegen  Martin Schindler)